# Constance Le Grip
Pour les articles homonymes, voir Grip.
Constance Le Grip, née le 14 novembre 1960 à Chatou (Seine-et-Oise, actuel département des Yvelines), est une femme politique française, membre de l'UDF, de l'UMP puis des Républicains avant d'être investie par la majorité présidentielle Ensemble en mai 2022.
Elle entre au Parlement européen en 2010, lorsque Michel Barnier démissionne pour devenir commissaire européen, puis est réélue lors des élections européennes de 2014. Investie aux élections législatives de 2017 par LR dans la sixième circonscription des Hauts-de-Seine, elle est élue députée. Elle est réélue lors des élections législatives de 2022, sous l'étiquette de la République en marche, et celles de 2024 sous l'étiquette Ensemble.

## Biographie

### Études et carrière professionnelle
Diplômée de l'Institut d'études politiques de Strasbourg et d'un DEA d'études politiques de l'Institut d'études politiques de Paris en 1984, elle devient attachée parlementaire d'Alain Lamassoure à l'Assemblée nationale et au Parlement européen. Elle continue à être son assistante parlementaire lorsqu'il devient ministre, d'abord au ministère des Affaires européennes entre 1993 et 1995, puis au ministère du budget entre 1995 et 1997. Entre 2002 et 2010, elle est conseillère parlementaire de Nicolas Sarkozy, au ministère de l'Intérieur comme conseillère technique, au ministère de l'Économie et à la présidence de la République française.

### Députée européenne
Au Parlement européen, elle est vice-présidente de la délégation française du groupe PPE, membre titulaire de la Commission des affaires constitutionnelles (AFCO), membre de la commission des affaires juridiques (JURI), membre de la commission des droits de la femme (FEMM) où elle est également coordinatrice pour le groupe PPE, membre de la délégation pour les relations avec la république populaire de Chine et membre de la délégation pour les relations avec le Canada.
Elle fait partie du Forum des Francophones, un groupe informel de députés européens francophones créé en octobre 2009, de FDS (Femmes Débats et Société), association proche de Dialogue et Initiative et membre fondatrice du Groupe des Belles Feuilles, association liée à la Fondation Jean Monnet.
Pendant la législature 2009-2014, Constance Le Grip, en sa qualité de membre de la commission du Marché intérieur et de la protection des consommateurs, est rapporteuse du Parlement européen sur la refonte du Code des douanes de l'Union. Dans deux rapports, adoptés par le Parlement, elle préconise une simplification et une harmonisation des procédures douanières dans l'Union européenne, en vue de renforcer l'Union douanière et de faciliter les échanges transfrontaliers des entreprises européennes[réf. nécessaire].
Elle a également l'occasion de s'investir dans le dossier de la reconnaissance des qualifications professionnelles , au moment où, sous l'impulsion de Michel Barnier, alors Commissaire européen chargé du Marché intérieur et des services financiers, une révision de la directive de 2005 sur la reconnaissance des qualifications professionnelles est présentée. En qualité de shadow rapporteuse du groupe PPE, elle travaille en étroite concertation avec la rapporteuse du Parlement européen, la socialiste Bernadette Vergnaud, pour simplifier, fluidifier et moderniser les procédures de reconnaissance des qualifications professionnelles[réf. nécessaire]. Le projet de « Carte professionnelle européenne » est alors lancé, sur la base du volontariat, pour les professions et les professionnels intéressés.
Au sein de la commission des Affaires constitutionnelles du Parlement, dont elle est l'une des vice-présidentes, elle s'oppose au rapport Fox-Haefner visant à demander pour le Parlement européen le droit de décider de son lieu de travail. Au nom de la défense de Strasbourg comme siège officiel et unique du Parlement européen, Constance Le Grip s'attache à promouvoir le rôle historique et symbolique de la capitale alsacienne, symbole de la réconciliation des peuples européens[réf. nécessaire].
Une enquête parue dans Le Parisien le 21 septembre 2013 et portant sur le fichage des députés européens par Philip Morris indique que Constance Le Grip est considérée par le fabricant de cigarettes comme « très favorable » à l'industrie du tabac,.
Le 12 décembre 2014, Nicolas Sarkozy, élu président de l'UMP, la nomme secrétaire nationale du parti aux relations avec les partis étrangers, en tandem avec Jean-Didier Berthault.
Elle soutient Nicolas Sarkozy pour la primaire française de la droite et du centre de 2016.
Le 14 avril 2016, Constance Le Grip promeut au Parlement européen une directive dite du « secret des affaires », définie comme étant destinée à protéger les entreprises —  selon elle, notamment les PME — mais qui suscite un tollé du fait qu'elle permettrait surtout aux multinationales de contourner la liberté de presse et les enjeux de transparence. Selon les opposants, c'est ainsi le journalisme d'investigation qui est ainsi et essentiellement visé.

### Députée
Elle est investie par LR comme candidate dans la Sixième circonscription des Hauts-de-Seine (qui inclut Neuilly-sur-Seine, Puteaux et une partie de Courbevoie). Elle arrive en seconde position du premier tour avec 21,16 %, loin derrière les 41,92 % de Laurent Zameczkowski, candidat de La République en marche. Elle est cependant élue au second tour avec 53,81 % des suffrages exprimés.
Elle parraine Laurent Wauquiez pour le congrès des Républicains de 2017, scrutin lors duquel est élu le président du parti. En 2019, elle est la seule députée de l'opposition à voter pour la ratification du CETA.
Le 8 mai 2022, la majorité présidentielle, menée par La République en marche, annonce donner à Constance Le Grip son investiture dans la sixième circonscription des Hauts-de-Seine pour l'élection des 12 et 19 juin. Elle est réélue au second tour avec 74,19 % des voix face à Julie Barbaux (LFI - Nupes). Elle devient membre de la commission des Finances de l'Assemblée nationale.
En 2023, elle est rapporteure de la Commission d’enquêtes relative aux ingérences étrangères.
En 2024, elle devient présidente de la Commission de vérification des fonds spéciaux inscrits au programme “Coordination du travail gouvernemental”.

### Prises de position
Constance Le Grip est signataire de la charte de la Manif pour tous en 2014 affirmant « défendre le mariage et la filiation en cohérence avec la réalité sexuée de l’humanité ».
Elle défend en 2017 une proposition de loi associant pédopornographie et mariage de personnes de même sexe.
Elle est également opposée à la PMA et publie une tribune dans la presse à ce sujet en 2021.

## Mandats
- Conseillère municipale de Neuilly-sur-Seine (2001-2008 et depuis 2020)
- Députée européenne (2010-2017)
- Députée de la 6e circonscription des Hauts-de-Seine (depuis 2017)

## Publications
- Préface à Brexit, et après ? de Nathalie Bordeau & David-Xavier Weiss, postf. Pierre-Jacques Costedoat, Bart & Jones Publishers, 122 p., 2016  (ISBN 979-1094635131)